# Bitwa pod Futtehabadem
Bitwa pod Futtehabadem – starcie zbrojne, które miało miejsce 2 kwietnia 1879 w trakcie II wojny brytyjsko-afgańskiej. Uznawane jest za klasyczny przykład bitwy kolonialnej później epoki wiktoriańskiej, gdzie nieliczne, ale dobrze uzbrojone i zdyscyplinowane oddziały europejskie pokonały przeważające liczebnie, ale niezorganizowane armie miejscowe.
Po zwycięstwie pod Ali Masjid i sforsowaniu przełęczy Khyber, Siły Polowe Doliny Peszawaru generała-porucznika Samuela Browne'a dotarły do Dżalalabadu nad rzeką Kabul. Podobnie jak trzy pozostałe brytyjskie związki operacyjne, również siły Browne'a zawiesiły działania na okres zimy i przeznaczyły ten czas na reorganizację i wzmocnienia. Jednak linie zaopatrzeniowe Sił Polowych Doliny Peszawaru były często atakowane przez oddziały lokalnych watażków.
W marcu 1879 r. Browne otrzymał wiadomość, że 1 500 afgańskich wojowników przebywa w miejscu zwanym Laghman, na północnym brzegu rzeki Kabul, na zachód od Dżalalabadu. Ich zamiarem było podburzenie lokalnych plemion do wystąpienia przeciwko Brytyjczykom. Wkrótce nadeszły również wieści o wystąpieniu plemienia Kugiani na południowy zachód od Dżalalabadu. Generał Browne postanowił stłumić rozruchy. Podzielił swoją armię na trzy części.
Pierwszy oddział, składający się ze szwadronu 10 pułku huzarów i szwadronu 11 pułku bengalskiej kawalerii miał przekroczyć rzekę Kabul na wschód od Dżalalabadu, pomaszerować na zachód i zaskoczyć Afgańczyków w Laghman. Drugi oddział brygadiera-generała Herberta Macphersona miał pomaszerować na zachód wzdłuż południowego brzegu rzeki Kabul i odciąć od siebie dwa ogniska afgańskiego buntu. Trzeci oddział generała Charlesa Gougha został wysłany przeciwko plemieniu Kugiani.
Oddziały Macphersona opuściły Dżalalabad 31 marca. Następnie do przeprawy przystąpiła kawaleria. Miała ona do pokonania rzekę o szerokości 1 mili, przedzieloną wyspą. Podczas drugiej części przeprawy szwadron 10 pułku huzarów zgubił drogę i trafił na głęboką wodę, w wyniku czego z 75 żołnierzy szwadronu 47 utonęło. Z Dżalalabadu wysłano więc drugi szwadron tego pułku. Po zakończeniu przeprawy kawaleria wyruszyła do Laghman, ale kiedy dotarła na miejsce Afgańczyków już tam nie było.
Gough wyruszył ze swoimi oddziałami nad ranem 1 kwietnia. Miał do dyspozycji 2 szwadrony 10 pułku huzarów oraz kawalerię Corps of Guides, 400 żołnierzy 17 pułku piechoty, po 300 żołnierzy z 27 i 45 pułku bengalskiej piechoty, oraz 4 działa Królewskiej Artylerii Konnej. Wkrótce otrzymał wieści o 5 000 Afgańczyków w wiosce Khuja, na południe od Futtehabadu. Gough pozostawił piechotę na straży kolumny zaopatrzeniowej i ruszył na czele kawalerii i artylerii przeciwko nieprzyjacielowi.
Do bitwy doszło 2 kwietnia. Gough zastał Afgańczyków na umocnionych pozycjach. Wysłał więc do przodu swoje 4 działa, które ostrzelały nieprzyjaciela z 1 600, a następnie z 1 200 jardów. Następnie artylerzyści wycofali się, co spowodowało, że Afgańczycy opuścili swoje pozycje. Wówczas brytyjska artyleria ponownie otworzyła ogień, a kawaleria ruszyła do szarży.
Uderzenie kawalerii zmusiło Afgańczyków do odwrotu. Podczas szarży zginął trafiony w klatkę piersiową major Wigram Battye, dowódca kawalerii Corps of Guides. Przekazał on dowodzenie jednostką porucznikowi Walterowi Hamiltonowi. Hamilton ocalił w dalszej fazie bitwy życie jednego z żołnierzy atakowanego przez trzech Afgańczyków. Otrzymał za to Krzyż Wiktorii. Kawalerzyści wdarli się na afgańskie pozycje i zmusili przeciwnika do ucieczki.
Straty brytyjskie wyniosły 6 zabitych i 40 rannych. Afgańczycy stracili ok. 300 zabity, ok. 900 rannych i wielu jeńców. Grupa 5 wziętych do niewoli mułłów została stracona po bitwie. Po nadejściu piechoty Gough zajął i spalił wioskę Khuja. Następnie powrócił do Dżalalabadu. Zagrożenie ze strony miejscowych w tym regionie Afganistanu zostało zażegnane.